# A Lei de Milo Murphy
Milo Murphy's Law (A Lei de Milo Murphy no Brasil/Portugal) é uma série de desenho animado estadunidense criado por Dan Povenmire e Jeff "Swampy" Marsh, os criadores de Phineas e Ferb. A série é exibida pelo Disney XD nos Estados Unidos em 3 de outubro de 2016. No Brasil, pré-estreou em 31 de dezembro de 2016, e sua estreia oficial aconteceu em 28 de janeiro de 2017. Em Portugal estreou a 17 de abril, com episódios duplos de sábado a quinta.
A 28 de fevereiro de 2017, a série foi renovada para uma segunda temporada.
Em 21 de julho de 2017, foi anunciado que um crossover com Phineas e Ferb, planeado para ser transmitido em 2018.
No dia 14 de abril de 2018 foi anunciado que a série estaria sendo movida ao Disney Channel junto com a nova versão de DuckTales.

## Sinopse
Milo Murphy é o pentaneto do Murphy da 'Lei de Murphy'. Milo está sempre a espera do inesperado. Corra mal o que correr, Milo está preparado para todas as possibilidades, munido de conhecimento, de uma mochila de mantimentos e de um infalível sentido de otimismo que transforma qualquer catástrofe numa aventura. Milo sua amiga Melissa e seu amigo Zack vivem muitas aventuras.

## Elenco
| Personagem              | Voz Original             | Dublagem                                          | Dobragem           |
| Principais              | Principais               | Principais                                        | Principais         |
| ----------------------- | ------------------------ | ------------------------------------------------- | ------------------ |
| Milo Murphy             | "Weird Al" Yankovic      | Robson Kumode                                     | Guilherme Macedo   |
| Melissa Chase           | Sabrina Carpenter        | Tess Amorim                                       | Carolina Sales     |
| Zack Underwood          | Mekai Curtis             | Pedro Volpato                                     | Miguel Raposo      |
| Secundários             |                          |                                                   |                    |
| Balthazar Cavendish     | Jeff "Swampy" Marsh      | Fábio Moura                                       | Luís Barros        |
| Vinnie Dakota           | Dan Povenmire            | Cassius Romero                                    | Romeu Vala         |
| Dr. Doofenshmirtz       | Dan Povenmire            | Samir Murad                                       | Peter Michael      |
| Elliot Decker           | Christian Slater         | Marcelo Salsicha                                  | Luís Barros        |
| Martin Murphy           | Diedrich Bader           | —                                                 | Pedro Leitão       |
| Brigette Murphy         | Pamela Adlon             | Maria Claudia Cardoso                             | Carla Mendes       |
| Sara Murphy             | Kate Micucci             | Fernanda Bullara                                  | Carla Mendes       |
| Orton Mahlson           | Jemaine Clement          | Alexandre Marconato (1ª voz) Ettore Zuim (2ª voz) | João               |
| Amanda Lopez            | Chrissie Fit             | Luiza Porto                                       | Leonor Alcácer     |
| Bradley Nicholson       | Vincent Martella         | Pedro Alcântara                                   | Pedro Leitão       |
| Mort Schaeffer          | Greg Cipes               | —                                                 | Carlos Macedo      |
| Recorrentes             |                          |                                                   |                    |
| Prof. Murawski          | Sarah Chalke             | Angélica Santos                                   | Leonor Alcácer     |
| Savannah                | Ming-Na Wen              | Sylvia Salustti                                   | Carla Mendes       |
| Brick                   | Brett Dalton             | Alexandre Marconato                               | Sérgio Calvinho    |
| Diretora Milder         | Mackenzie Phillips       | Cecília Lemes                                     | Alexandre Carvalho |
| Kyle Drako              | Michael Culross          | Fábio Azevedo                                     | —                  |
| Nolan Mitchell          | Kevin Michael Richardson | —                                                 | —                  |
| Kris                    | Alyson Stoner            | Mariana Zink                                      | —                  |
| Wally                   | Mitchel Musso            | Michel Di Fiori                                   | —                  |
| Prof. White             | Laraine Newman           | Cecília Lemes                                     | Leonor Alcácer     |
| Eileen Underwood        | Vanessa Williams         | —                                                 | —                  |
| Francis Monograma       | Jeff "Swampy" Marsh      | Carlos Campanille                                 | —                  |
| Carl Karl               | Tyler Alexander Mann     | Gabriel Ebling                                    | —                  |
| Participações           |                          |                                                   |                    |
| Phineas Flynn           | Vincent Martella         | Fabrício Vila Verde                               | André Raimundo     |
| Ferb Fletcher           | David Errigo Jr.         | Gustavo Pereira                                   | Peter Michael      |
| Candace Flynn           | Ashley Tisdale           | Flávia Fontenelle                                 | Carla Garcia       |
| Buford Van Stomm        | Bobby Gaylor             | Ronalth Abreu                                     | Ricardo Monteiro   |
| Baljeet Tjinder         | Maulik Pancholy          | Cadu Paschoal                                     | Carlos Macedo      |
| Isabella Garcia-Shapiro | Alyson Stoner            | Bruna Laynes                                      | Carolina Vieira    |

| Créditos da dublagem | Brasil                                                  |
| -------------------- | ------------------------------------------------------- |
| Direção              | Thiago Longo (SP) e Rita Lopes (RJ)                     |
| Direção Musical      | Nandu Valverde                                          |
| Tema de abertura     | "Este é Meu Mundo (E Você Vive Nele)" por Robson Kumode |
| Tradução             | Kiko Bertholini                                         |
| Dublado nos Estúdios | TV Group Digital (SP) e Visom Digital (RJ)              |

| Créditos da Dobragem | Portugal                                              |
| -------------------- | ----------------------------------------------------- |
| Direção de Dobragem  | Rui Paulo                                             |
| Tradução de Diálogos | André Silva                                           |
| Direção Musical      | "Vivemos Todos Aqui No Meu Mundo" por Pedro Gonçalves |
| Tradução Lírica      | André Silva                                           |
| Dobrado nos Estúdios | SDI Media                                             |

## Episódios
| Temporada | Temporada | Episódios | Exibição original    | Exibição original     | Exibição em Portugal   | Exibição em Portugal | Exibição no Brasil     | Exibição no Brasil     |
| Temporada | Temporada | Episódios | Estreia de temporada | Final de temporada    | Estreia de temporada   | Final de temporada   | Estreia de temporada   | Final de temporada     |
| --------- | --------- | --------- | -------------------- | --------------------- | ---------------------- | -------------------- | ---------------------- | ---------------------- |
|           | 1         | 20        | 3 de outubro de 2016 | 2 de dezembro de 2017 | 17 de abril de 2017    | 5 de março de 2018   | 31 de dezembro de 2016 | 5 de maio de 2019      |
|           | 2         | 20        | 5 de janeiro de 2019 | 18 de maio de 2019    | 13 de setembro de 2019 | 9 de abril de 2020   | 28 de abril de 2019    | 26 de setembro de 2019 |